# Serguei Nutels
Serguei Nutels (Txernogolovka, Rússia, 1994) és un pianista internacional.
Nutels va néixer el 28 de maig de 1994 a la ciutat russa de Txernogolovka. A l'edat de 6 anys va entrar a estudiar a l'Escola de les Arts, a la classe de la professora emèrita de la Regió de Moscou Olga Agroskina en especialitat de piano, amb la qual va estudiar durant 6 anys, de 2000 fins a 2006. Des d'aleshores, Nutels ha realitzat diferents actuacions internacionals i ha guanyat prestigi com un dels pianistes joves amb més talent. L'agost de 2005 va assistir a les Màster-Class organitzades per la UNESCO amb el professor del Conservatori de Moscou Denís Txefanov a la ciutat de Susdal. Des de maig de 2006 estudia piano amb la docent de Conservatori Txaikovski de Moscou, Emerita Artista de la Federació Rusa, Kseniya Knorre, amb la qual cursa actualment setè grau a Escola Central de Música pertanyent al Conservatori Txaikovski de Moscou. En els anys 2005-2007 ha tingut les beques d'estudi com a premi de l'alcalde de la seva ciutat natal Txernogolovka, en els anys 2006- 2007 becat pel governador de la Regió de Moscou. Entre les seves aficions estan el dibuix, l'ordinador, el basquet, l'esquí o l'hoquei.

## Premis i reconeixements
- 2001
  - Festival Internacional d'artistes infantils a Bulgària.
- 2002
  - Primer premi en el Festival Internacional de joves músics "Província musical" subvencionat per President de la Federació Russa en la ciutat de Tambov.
  - Actuació amb Orquestra simfònica de Tambov.
- 2003
  - Participant en el programa de Fundació sense ànim de lucre de Vladímir Spivakov.
  - Participant en la gala concert d'Acadèmia Internacional de Música "Kostamuksha-2003".
- 2004
  - Diplomat en el Primer festival de joves talents "Nous valors de la Regió de Moscou" dins del Projecte de Ministeri de Cultura de la regió de Moscou i fundació Nacional "Nous valors".
  - Diplomat i 1r premi en el Setè concurs regional i obert per a estudiants-solistes d'escoles d'arts i escoles de música en la nominació de piano (Electrostal, Rússia)
- 2005
  - El 7 de gener va participar en el concert nadalenc, organitzat per al President de Federació Russa Vladímir Putin en la casa-museu de Piotr Txaikovski a la ciutat de Klin, on va rebre com a regal de mans de President Putin un rellotge i un llibre.
  - 1r premi en el concurs de joves intèrprets de Moscou i la seva regió " Nova generació, segle XXI" i participació en el concert de guardonats al "Saló de les Armes" de Kremlin de Moscou.
  - Diploma de 1r grau en el Concurs Internacional i obert per a pianistes i conjunts de pianos "Professor i alumne", dedicat a Txaikovski amb conseqüent participació en el concert per a abonats al saló musical "Lira".
  - Guardonat amb el 1r premi en vuitè concurs regional i obert per a estudiants-solistes d'escoles d'arts i escoles de música en la nominació de piano (Electrostal, Rússia)
  - Quart premi en el tercer concurs de música antiga de Moscou entre participants de totes les edats.
  - Participant en el XXX festa dedicada a escriptor A. Puixkin a Sajaro-Viasemsaj.
  - Diploma per reeixida participació en el VI concurs televisiu internacional de joves músics "Trencanous".
- 2006
  - Interpretació amb èxit del concert nº8 de Mozart amb l'Orquestra Simfònica del Vallès, i director Manuel Valdivieso a Sabadell.
  - Participant en el IV concurs internacional de "Rotari club" on ha estat l'únic participant que va rebre la invitació d'entrar a l'Escola Central de Música, pertanyent al Conservatori Txaikovski de Moscou sense exàmens.
  - Gran Prix en el concurs internacional "Europa oberta".
  - Participant en el concert de joves intèrprets organitzat per la UNESCO a París.
- 2007
  - Amb la invitació de l'alcalde de ciutat de Neubiberg, Baviera (Alemanya) va interpretar un concert com a solista a la sala municipal de concerts.
- 2008
  - Gira per l'estat espanyol que inclou: Sabadell, L'Hospitalet de Llobregat, Castellar del Vallès i Viladecans.